# Námaskarð
Námaskarð är ett bergspass och ett geotermiskt område i republiken Island. Det ligger i regionen Norðurland eystra, i den centrala delen av landet. Námaskarð ligger 417 meter över havet.

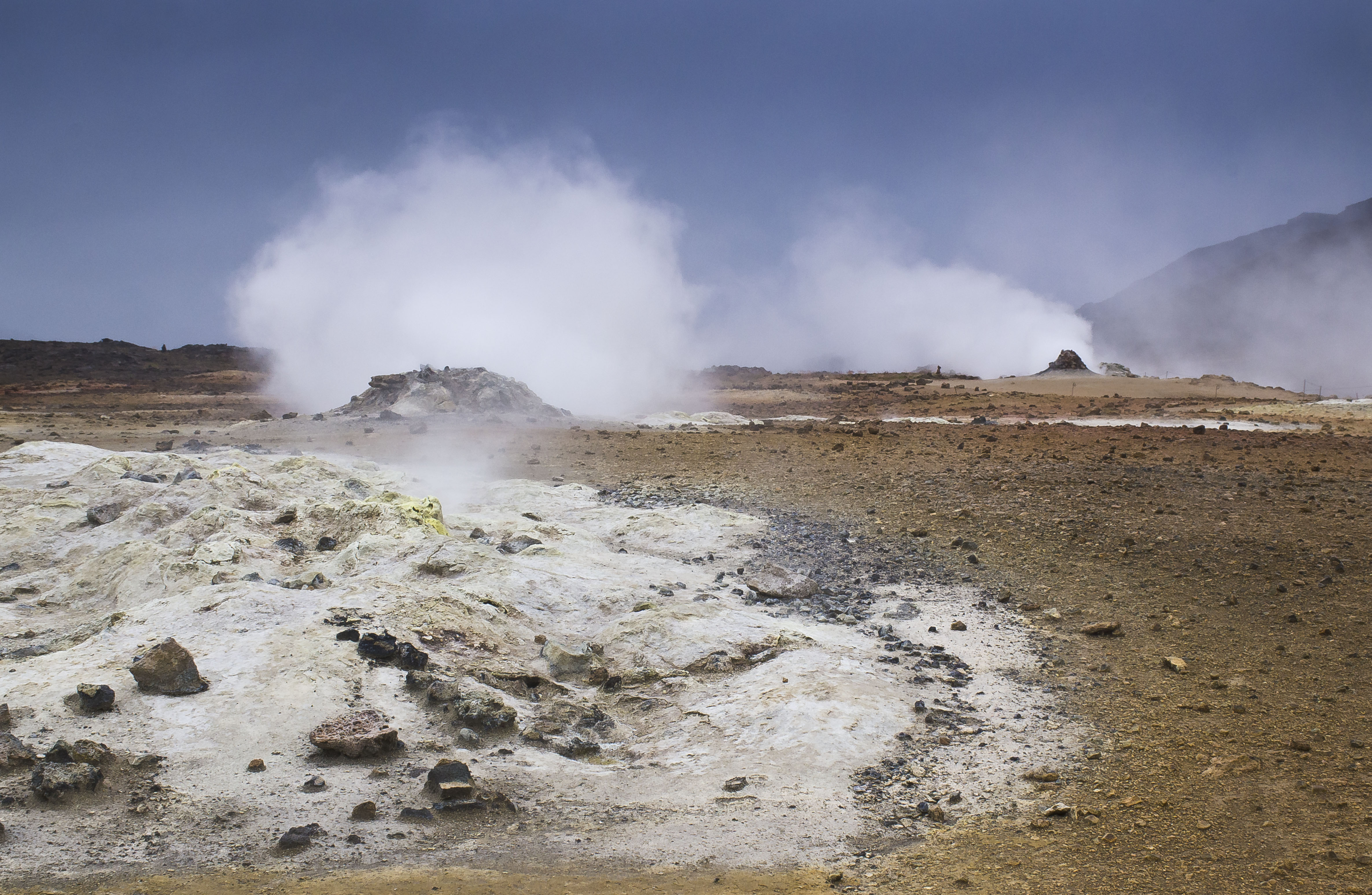
Högtemperaturområdet Hverarönd, en del av Kraflas vulkansystem

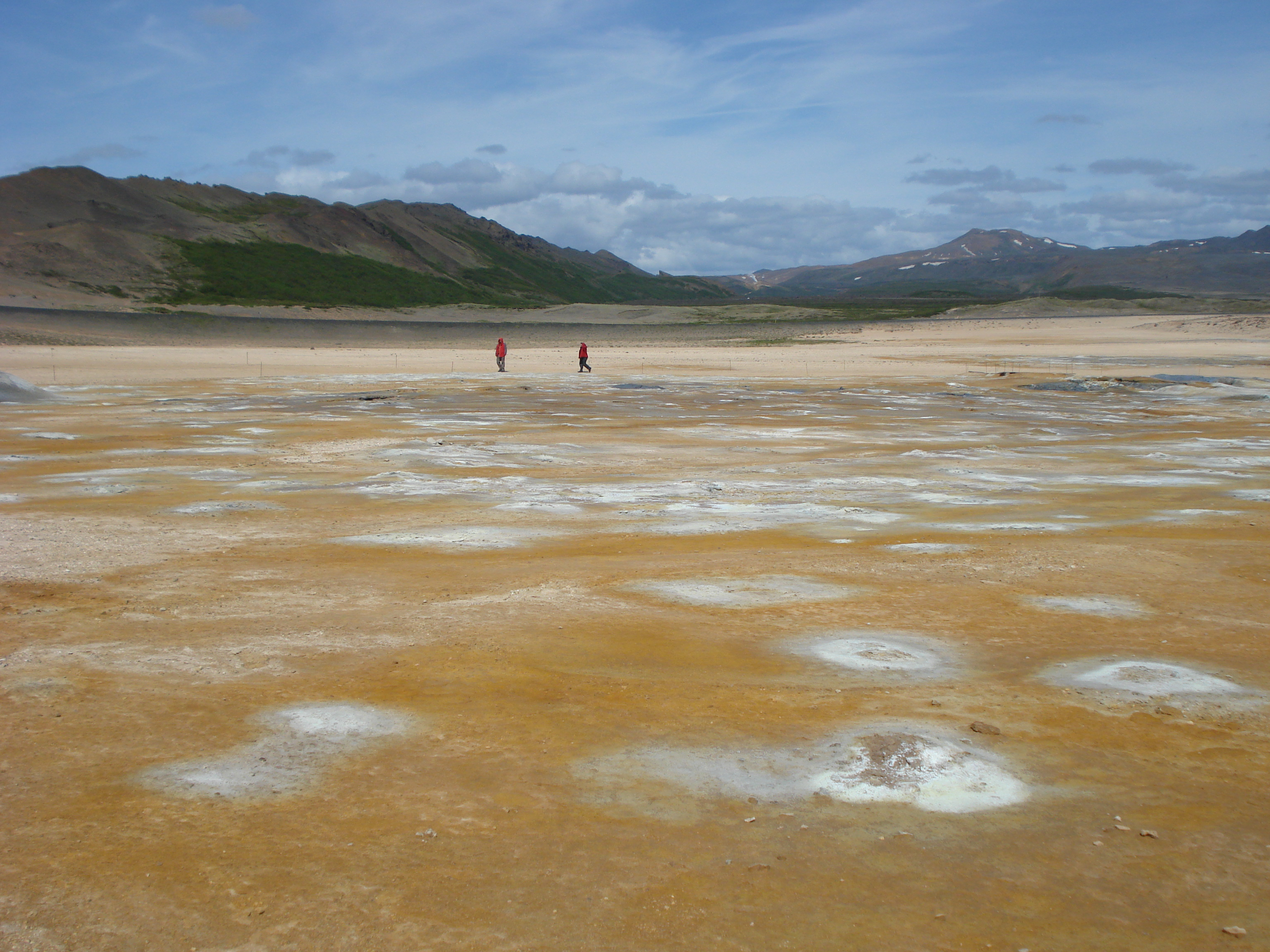
Utsikt över hetkälleområdet, i mitten Ringvägen, i bakgrunden, till höger, centralvulkanen Krafla

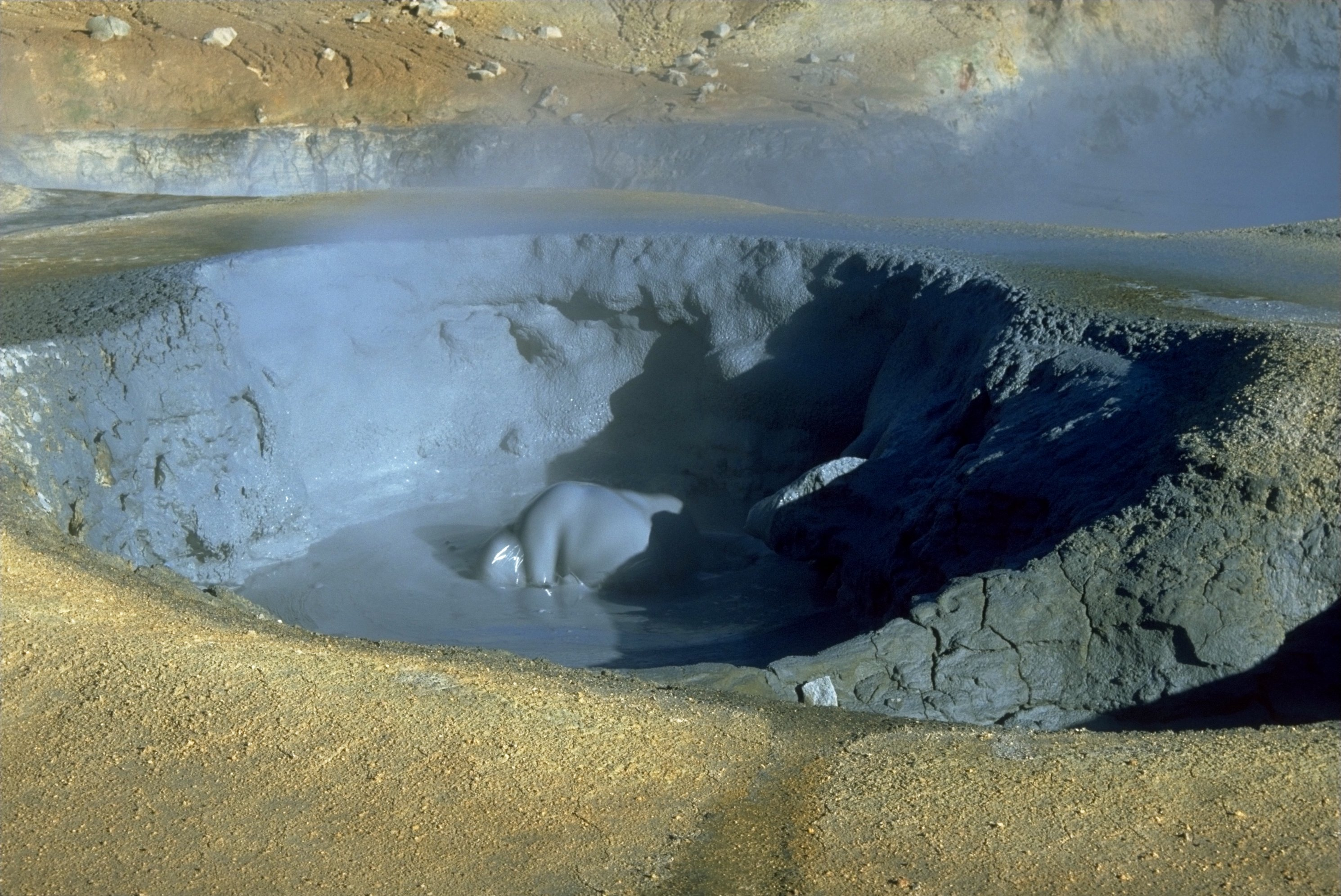
Lerkälla

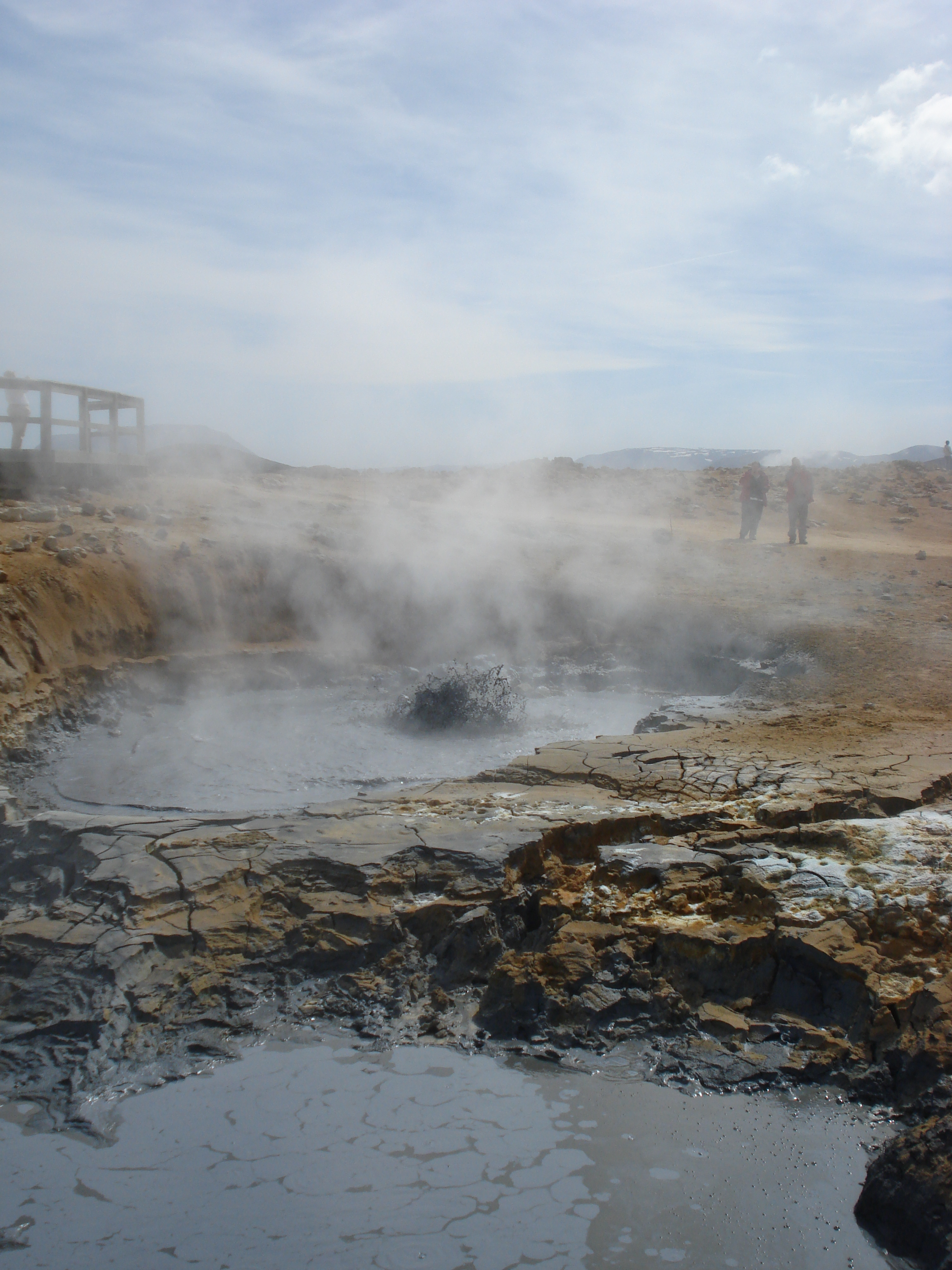
Solfatarer i Hverarönd

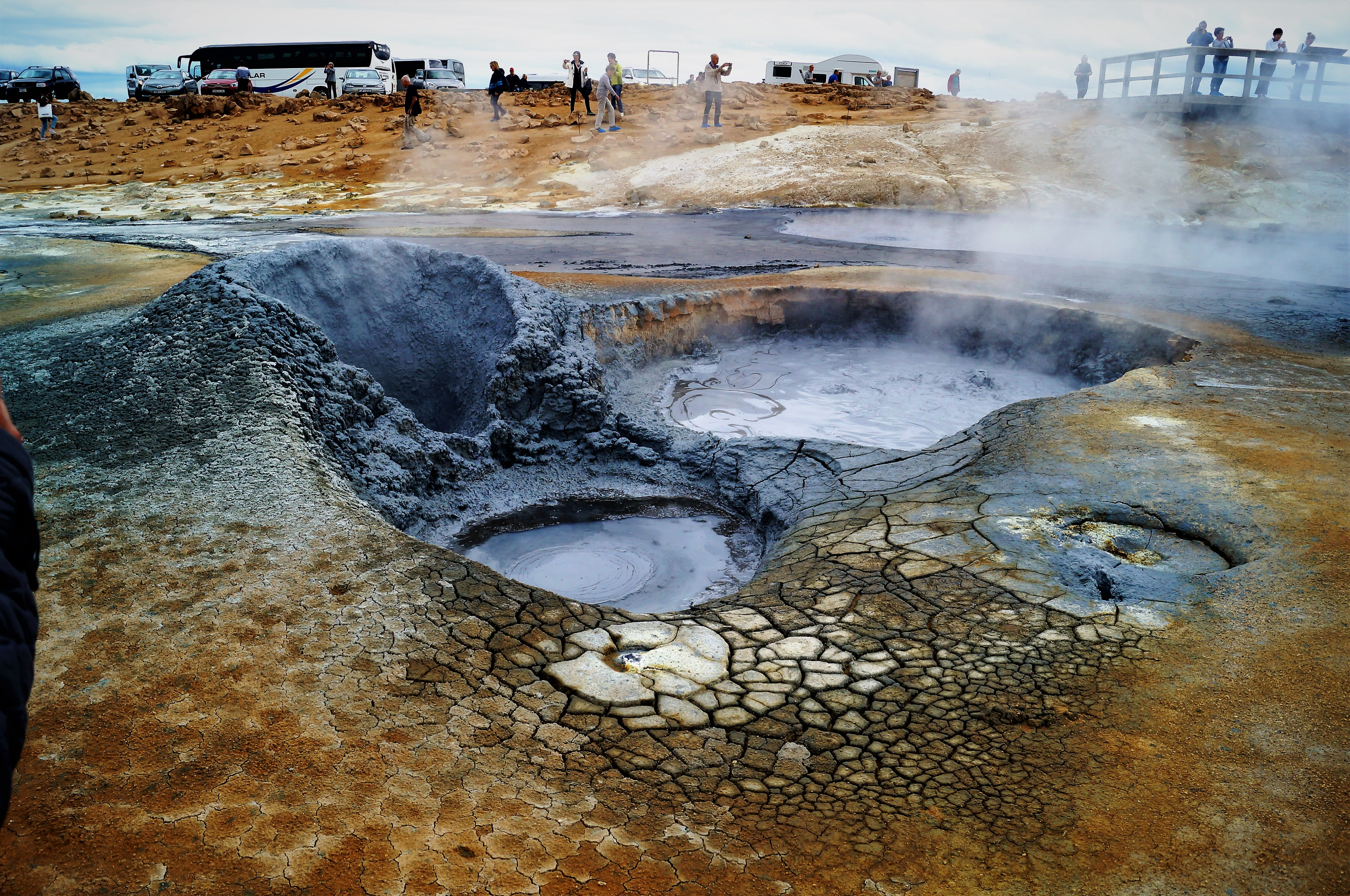
Lerkällor som finns ovanpå en vulkanisk spridningszon vid Hverarönd, Island

## Geotermiskt område
Námaskarð, även kallat Hverarönd, är ett geotermiskt område på den östra sidan av berget Námafjall i Mývatn-regionen. De heta källorna i området är kända för sin variation: svavelhaltiga lerkällor (solfatarer) som avger svavelväte och ångkällor (fumaroler). Svavel bildas när svavelvätet oxideras. Det geotermiska området får sin energi från vulkansystemet Krafla, som matar sjön med sitt varma källvatten.  

## Svavelutvinning
Under medeltiden utvanns svavel inom området. Berggrundens ryolit påverkas av de heta ångorna. Ryoliten sönderdelas och färgas i rött eller brunt. Centralvulkanen Krafla ligger cirka åtta kilometer norrut.

## Geotermiskt kraftverk
Det geotermiska kraftverket Bjarnaflag ligger på den västra sidan av berget Námafjall, cirka 3,5 km från Mývatn.
Från passet Námaskarð är utsikten vidsträckt mot vulkanen Hverfjall och sjön Myvatn.